# Dobrova pri Dravogradu
Dobrova pri Dravogradu je naselje v Občini Dravograd. Naselje na planoti nad reko Dravo in Mežo se je sprva imenovalo Dobrava, na starih nemških zemljevidih tudi Dobrawa ali Dobraua, v obdobju med 1970 in 1980 pa je zaradi administrativne napake postalo Dobrova. Domačini še danes uporabljajo ime Dobrava in ne Dobrova.

## Dravit
Na Dobrovi pri Dravogradu je leta 1883 avstrijski znanstvenik Tschermak odkril takrat še nepoznani mineral rjave barve iz skupine turmalinov. Poimenoval ga je dravit, po Dravi. Klasično nahajališče tega redkega minerala je precej izropano in se nahaja na pobočju nad naseljem. Večina pobranih kristalov se nahaja izven Slovenije.